# ТРК «Люкс»
ТРК «Люкс» (повна назва Приватне акціонерне товариство «Телерадіокомпанія Люкс» або ПрАТ «Телерадіокомпанія Люкс») — медіахолдинг, заснований 2005 року. Напрямки діяльності: рекламна діяльність, діяльність у сфері радіомовлення та телебачення. Головні офіси розташовані у Києві та Львові.

## Активи

### ТБ\Радіо
- 24 канал
- Люкс FM
- Радіо Maximum
- Радіо Nostalgie

### Інтернет-видання
- Zaxid.net
- Футбол 24
- 24 Канал (сайт)

### Реклама
Рекламне агентство «Люкс»

## Історія
Згідно з даними офіційного вебсайту Нацради з питань телебачення та радіомовлення, власниками ПрАТ є Роман Андрейко (20,2 %) та Катерина Кіт-Садова (79,8 %). У червні 2012 року Катерина Кіт-Садова продала 3 % акцій ПрАТ ТРК «Люкс» за 3 млн грн. Роману Андрейку, який наростив свою долю до 23,2 %. Медіахолдинг міського голови Львова Андрія Садового ТРК «Люкс» юридично належить його дружині Катерині Кіт-Садовій та давньому бізнес-партнеру Романові Андрейку.
Засновником ТОВ «Захід. Нет» (Zaxid.net) є ПрАТ ТРК «Люкс» (80 %) і Роман Андрейко (20 %).
ПрАТ «Телерадіокомпанія Люкс» також має 15 % у ТОВ "Студія звукозапису «Люксен». Двома іншими співвласниками «Люксену» є співачка Руслана Лижичко (70 %) і її чоловік продюсер Олександр Ксенофонтов (15 %). «Люксен» є засновником компанії «Інтер-Захід», що займається розміщенням регіональної реклами практично на всіх загальноукраїнських телеканалах та низці радіостанцій.
Штаб-квартира: Україна, 79008, м. Львів, пл. Галицька, 15.
Генеральний директор — Андрейко Роман Богданович.